# Kim Jae-sung
Kim Jae-sung (ur. 3 października 1983) – południowokoreański piłkarz występujący na pozycji pomocnika. Zawodnik klubu Pohang Steelers.

## Kariera klubowa
Kim karierę rozpoczynał w 2002 roku drużynie piłkarskiej z uczelni Ajou University. W 2005 roku trafił do zespołu Bucheon SK z K-League. Spędził tam sezon 2005. Po jego zakończeniu klub Bucheon SK uległ rozwiązaniu. W 2006 roku został graczem ekipy Jeju United, również z K-League. Jego barwy reprezentował przez 2 sezony. W tym czasie zajął z klubem 13. miejsce w lidze (2006) oraz 11. (2007).
W 2008 roku Kim odszedł do Pohang Steelers. W tym samym roku zdobył z nim Puchar Korei Południowej, a rok później Puchar Ligi Południowokoreańskiej.

## Kariera reprezentacyjna
W reprezentacji Korei Południowej Kim zadebiutował 9 stycznia 2010 roku w przegranym 2:4 towarzyskim pojedynku z Zambią. 22 stycznia 2010 roku w wygranym 1:0 towarzyskim spotkaniu z Łotwą strzelił pierwszego gola w drużynie narodowej. W tym samym roku znalazł się w drużynie na Mistrzostwa Świata. Zagrał na nich w meczach z Grecją (2:0), Nigerią (2:2) oraz Urugwaju (1:2), a Korea Południowa zakończyła turniej na 1/8 finału.